# La prima Angélica
La prima Angélica és una pel·lícula espanyola dirigida per Carlos Saura i protagonitzada per José Luis López Vázquez com un home de mitjana edat els records de la seva infantesa durant la Guerra Civil espanyola li fa reviure el seu passat durant la maduresa. La pel·lícula va ser presentada en el 27è Festival Internacional de Cinema de Canes de 1974, obtenint el premi del jurat. No obstant això va ser molt polèmica a Espanya.

## Argument
Luis, un home solter de mitjana edat que torna a la seva terra natal, Segòvia, per a assistir a l'enterrament de la seva mare. Allí, rememora la seva infància i adolescència, especialment l'amor que sentia per la seva cosina Angélica. Cada personatge de la pel·lícula viu en dues realitats.

## Repartiment
- José Luis López Vázquez - Luis
- Fernando Delgado - Anselmo
- Lina Canalejas - Angélica
- María Clara Fernández de Loaysa - Angélica, de nena
- Lola Cardona - Tía Pilar
- Pedro Sempson - el pare de Luis
- Julieta Serrano - la monja
- Encarna Paso - la mare de Luis
- Josefina Díaz de Artigas - la tía Pilar anciana

## Premis
Va rebre el Premi Sant Jordi a la millor pel·lícula espanyola concedit per Ràdio Nacional d'Espanya de 1975.